# Pazurnik większy
Pazurnik większy (Chelemys megalonyx) – gatunek ssaka z podrodziny bawełniaków (Sigmodontinae) w rodzinie chomikowatych (Cricetidae). Gryzoń ten występuje w Ameryce Południowej; według IUCN gatunkiem bliskim zagrożenia.

## Zasięg występowania
Pazurnik większy występujące w zależności od podgatunku:
- C. megalonyx megalonyx – środkowo-zachodnie Chile (regiony Coquimbo, Valparaíso i Region Metropolitalny Santiago).
- C. megalonyx microtis – środkowo-zachodnie Chile (regiony Biobio i Araukania): przypuszczalnie region Maule.

## Taksonomia
Gatunek po raz pierwszy opisał w 1845 roku angielski przyrodnik George Robert Waterhouse pod nazwą Hesperomys megalonyx. Jako miejsce typowe odłowu holotypu Waterhouse wskazał jezioro Quintero, w regionie Valparaíso w Chile. Holotyp pochodził z kolekcji brytyjskiego botanika Thomasa Bridgesa. Jedyny przedstawiciel rodzaju pazurnik (Chelemys) utworzonego w 1903 roku przez angielskiego zoologa Oldfielda Thomasa.
Tradycyjnie do rodzaju Chelemys zaliczano pazurnika magellańskiego (Ch. delfini) i pazurnika andyjskiego (Ch. macronyx) jednak w świetle przeprowadzonych badań pazurnik andyjski został przeniesiony do monotypowego rodzaju Paynomys, natomiast pazurnik magellański jest młodszym synonimem Geoxus michaelseni. Alfa taksonomia jest słabo rozwinięta, głównie dlatego, że niewiele okazów jest dostępnych do badań. Autorzy Illustrated Checklist of the Mammals of the World uznają ten takson za gatunek monotypowy.

### Etymologia
- Chelemys: gr. χηλή khēlē „pazur”; μυς mus, μυoς muos „mysz”[10].
- megalonyx: gr. μεγας megas, μεγαλη megalē „wielki”[11]; ονυξ onux, ονυχος onukhos „pazur, paznokieć”[12].
- microtis: gr. μικρος mikros „mały”[13]; -ωτις ōtis „-uchy”, od ους ous, ωτος ōtos „ucho”[14].

## Morfologia
Długość ciała (bez ogona) 109–118 mm, długość ogona 55–60 mm, długość ucha 17–18 mm, długość tylnej stopy 27–28 mm; masa ciała 53,5–60 g.